# Tom Scott (intrattenitore)
Thomas Scott, detto Tom (Mansfield, 17 ottobre 1984), è un divulgatore scientifico e youtuber britannico.

## Biografia
Tom Scott iniziò la sua carriera creando una parodia del sito web "Preparing for Emergencies" nel 2004, nel 2006 crea il suo canale YouTube realizzando video amatoriali e svolgendo diversi esperimenti bizzarri, come preparare un toast usando un ferro da stiro. La sua notorietà è arrivata quando i suoi video hanno incomincato a parlare di divulgazione scientifica, con le rubriche "Things you might not know" o "Amazing places".
Ha partecipato a diversi meeting in Inghilterra ed anche ad uno show televisivo britannico chiamato "Only Connect". Parte delle sue divulgazioni riguardano argomenti di informatica o ingegneria sociale come le partecipazioni ai video del canale YouTube di "computerphile".
Tom Scott frequenta l'Università di York per laurearsi in linguistica, nel 2008 è divenuto organizzatore britannico dell'International Talk Like a Pirate Day divenendone successivamente presidente. Possiede anche un suo sito web personale.

## Riconoscimenti
- Premi Streamy
  - 2022 – Vincitore nella categoria Learning and Education (lett. "Apprendimento ed istruzione")[3]
  - 2023 – Candidato nella categoria Learning and Education[4]